# Rue Pierreuse
Pour les articles homonymes, voir Pierreuse (homonymie).
La rue Pierreuse est une très ancienne voie pentue et pittoresque du quartier éponyme derrière le palais des princes-évêques de Liège.

## Odonymie
Il existe deux origines généralement admises à la toponymie du lieu :
- voie empierrée,
- endroit où l'on extrait de la pierre.

## Situation et topographie
Elle mène, au départ de la rue du Palais — anciennement rue Basse-Pierreuse — et de la Commanderie de l'ordre Teutonique de Saint-André au chemin de la Citadelle et à la citadelle de Liège à travers les coteaux.
Longue de 747 mètres, elle présente une pente moyenne de 14 % et un dénivelé de 83 mètres.

## Historique
Bien que vraisemblablement encore plus ancienne, l'existence de la rue est attestée dès le VIIIe siècle. Elle sert de voie de communication entre la Civitas Leodio chère à l'évêque Lambert de Maastricht, établie sur un cône de déjection de la Légia, et la Civitas Tungrorum. Cette voie, vu son importance et sa pente, était probablement déjà empierrée à l'époque ; d'où une des deux origines admises de sa toponymie.
Lorsque, aux environs de l'an mille, Notger, le premier prince-évêque de Liège, fait bâtir la première enceinte fortifiée de la ville, les pierres sont extraites de carrières ouvertes le long de l'actuelle rue Pierreuse, d'où la seconde origine possible de la toponymie. Le Palais est intégré dans cette enceinte et la porte Pierreuse — établie à même ce Palais — fait face à la rue.
En 1215, la deuxième muraille initiée dès 1204 par le prince-évêque Hugues de Pierrepont ainsi que la porte Sainte-Walburge commandant l'accès à la ville par Pierreuse sont terminées. En 1255, le prince-évêque Henri de Gueldre fait démolir les murailles de la porte Sainte-Walburge à la Païemporte et fait ériger la première citadelle.
Peu avant 1300, les chevaliers de l'ordre Teutonique de la Commanderie du Grand-Pasteur quittent Beaurepart et ses autres propriétés liégeoises pour s'installer au pied de Pierreuse. Le bâtiment et ses annexes sont périodiquement transformés jusqu'à leur état actuel datant de 1759.
C'est vraisemblablement soit par Pierreuse soit par la rue Péri soit par Favechamps que les Six cents Franchimontois, dans la nuit du 27 au 28 octobre 1468, gravissent la colline  à l'attaque du campement de Charles le Téméraire et Louis XI.
C'est par la porte Sainte-Walburge et Pierreuse que Charles Quint fait son entrée à Liège en octobre 1520, invité par le prince-évêque Érard de La Marck.
En 1618, des Jésuitesses anglaises s'installent à Favechamps dans ce qui deviendra la ferme de la Vache. Elles sont remplacées en 1644 par des Sépulcrines, également anglaises, jusqu'en 1655, date où les bâtiments sont cédés au prince-évêque.

En 1650, le prince-évêque Maximilien-Henri de Bavière fait agrandir la citadelle et la fausse porte de Pierreuse est érigée.

Aux XVIIe et XVIIIe siècles, la rue est habitée par des notables et des chanoines du chapitre de la cathédrale Notre-Dame-et-Saint-Lambert.
En 1817, la porte Sainte-Walburge datant, dans son état, de 1543 et la chapelle Sainte-Balbine sont démolies par les Néerlandais lors du réaménagement de la citadelle.

La révolution industrielle apparue pendant la seconde moitié du XIXe siècle modifie complètement la physionomie sociale de la rue qui est dès lors habitée par des ouvriers et où s'installent de nombreux commerces de proximité.  C'est aussi à cette époque que la ferme de la Vache prend son appellation actuelle, une laiterie s'étant installée dans les bâtiments.

Après la création de la Montagne de Bueren en 1880, il est interdit aux soldats de la garnison de la citadelle de Liège de passer par cette rue où sont établis nombre d'estaminets et où œuvrent des péripatéticiennes.
Au XXIe siècle, la presque totalité des commerces a disparu et le bas de la rue est devenue le siège de nombreuses associations à but non lucratif.

## Lieux d'intérêt
- Ancienne Commanderie de l'ordre Teutonique de Saint-André,
- maisons aux nos 7, 8, 10 et 12 classées au patrimoine immobilier de la Région wallonne[2] (voir Patrimoine classé),
- au no 38, un escalier conduit aux ruines du couvent des Minimes et aux Coteaux de la Citadelle,
- crucifix à l'angle de la rue Volière,
- au no 126, bas-relief en l’honneur de Jean-Joseph Charlier dit Jambe de Bois, réalisé par Servais Detilleux, le 14 mai 1939,
- ferme de la Vache[3] et le site champêtre de Favechamps[4] classés au patrimoine immobilier de la Région wallonne,
- arvô (passage voûté) précédé de quelques marches menant aux maisons sises aux nos 128 à 136,
- à hauteur du no 138 crucifix et calvaire dit du Li Vî Bon Dju[5],[note 6]. Ce crucifix se trouvait jadis dans l'église paroissiale Saint-Servais ; c'est le curé de cette paroisse qui l'installa, en 1649, à son endroit actuel. Le Christ daterait du XIVe siècle et les deux autres statues, la Vierge et saint Jean, du XVIe siècle. En 2005, en raison de son état de dégradation, les statues sont retirées pour être conservées et restaurées. En 2008, elles sont installées dans l'église  Saint-Servais. En juin 2018, après une rénovation de la niche, les statues retrouvent leur place[6]
- différents points de vue sur la ville.

## Patrimoine classé
| Objet                                                                           | Année de construction / Architecte | Adresse                    | Section communale | Coordonnées                      | Numéro d’inventaire | Illustration              |
| ------------------------------------------------------------------------------- | ---------------------------------- | -------------------------- | ----------------- | -------------------------------- | ------------------- | ------------------------- |
| Calvaire, dit Li Vî Bon Dju, encastré dans le mur qui longe la parcelle n°C 439 |                                    | Rue Pierreuse, no 139      | Pierreuse         | 50° 38′ 59″ nord, 5° 34′ 23″ est | 62063-CLT-0259-01   | Image manquanteTéléverser |
| Ferme de la Vache - Façades, toitures, cloître                                  |                                    | Rue Pierreuse, nos 113-115 | Pierreuse         | 50° 38′ 57″ nord, 5° 34′ 22″ est | 62063-CLT-0276-01   | Ferme de la Vache         |
| Maison - Façades et toiture                                                     |                                    | Rue Pierreuse, no 7        | Pierreuse         | 50° 38′ 48″ nord, 5° 34′ 24″ est | 62063-CLT-0244-01   | Maison                    |
| Maison - Compris la cave médiévale                                              |                                    | Rue Pierreuse, nos 8-10-12 | Pierreuse         | 50° 38′ 48″ nord, 5° 34′ 25″ est | 62063-CLT-0368-01   | Maison                    |

## Personnalité liée à la rue
Le boxeur champion d'Europe Auguste Dussart dit Kid Dussart est né le 11 avril 1921 au no 111.

## Voiries adjacentes
Au départ de la rue du Palais vers le chemin de la Citadelle :
- Degrés des Dentellières,
- rue Fond Saint-Servais,
- rue Volière,
- au Péri,
- Favechamps.